# 요한 3세 (스웨덴)
요한 3세(스웨덴어: Johan III, 1537년 12월 21일 ~ 1592년 11월 17일)는 스웨덴의 국왕(재위: 1568년 9월 30일 ~ 1592년 11월 17일)이며, 스웨덴의 루터교를 로마 가톨릭 지도력과 화해시키고 버려진 가톨릭 전례의 원리를 받으려 한 신앙심이 깊은 통치자였다.
구스타브 1세 바사와 둘째 왕비 마르가레타 레이온후부드 사이에 맏아들로 태어났다. 1556년 부왕에 의하여 핀란드의 공작으로 임명된 후에 외교 정책을 왕실의 독립으로 설득하였고, 이복형 에리크 14세와 분쟁을 이끌었다. 에리크가 그의 권위를 제한하자, 폴란드의 지그문트 2세의 누이 카테리나와 결혼한 후인 1563년에 투옥되었다.
1567년 석방된 후, 요한은 그의 친동생 칼에 가담하여 1568년 에리크를 축출시키고 왕좌에 올랐다. 국왕이 되자마자, 덴마크와 오랜 전쟁을 끝내기 위해 슈테틴 조약을 채결하고 에스토니아 획득을 포기하였다. 그러나 그의 통치 말기에 영토들이 크게 다시 획득되었다.
신학의 전문가로 알려진 요한 3세는 루터교와 가톨릭의 재결합의 가능성을 믿었고, 로마와 스페인에서 가톨릭 지도자들과 협상하여 끝냈다. 1577년 자신의 전례를 소개하여, 스웨덴에서 루터교의 승리에서 휩쓸어진 가톨릭의 전례 관습의 약간을 복구한 "붉은 책"을 펴냈다.
1580년까지 그는 로마와의 정착이 불가능하나, 그의 동생 칼에 의하여 이끌던 반대운동에 "붉은 책"을 강요하는 수고를 일신하였다. 1586년 자기의 아들 시기스문드(지그문트 3세 바사)를 폴란드의 왕좌에 후보로 지명하였으나 폴란드인들이 시기스문드의 계승의 상태에 따라 에스토니아의 회복을 청구했을 때 그의 후원을 무너뜨렸다.
의회를 다스린 스웨덴의 귀족 사회는 시기스문드의 입후보를 성원하면서, 러시아에 대항하며 폴란드와 연결과 자신들의 권력을 높이면서 부재 통치자의 전망을 보았다. 요한과 형의 종교적 정책에 논쟁한 칼은 귀족들의 향상심에 공통적 저항을 화해시켰으나, 그럼에도 불구하고 시기스문드는 1587년 폴란드 왕위에 오른다.
그는 부족한 행정관과 최악의 재정관으로 알려졌으며, 1592년 11월 17일 스웨덴의 종교적 목적을 달성하지 못한 채 고독하게 사망하였다고 한다.

## 같이 보기
- 바사 시대